# قلعة آبدانان
قلعة آبدانان (بالفارسية: پشت قلعه آبدانان) هي قلعة تاريخية تعود إلى عصر ساسانيون، وتقع في مقاطعة أبدانان.